# Charophyta
Charophyta – takson glonów w randze gromady wyróżniany niekiedy jako równorzędny wobec gromady Chlorophyta, czyli zielenic. Współczesne ujęcie tego taksonu zaproponował Thomas Cavalier-Smith, choć nazwa ta funkcjonowała już wcześniej w nieco węższym znaczeniu. Również włączanie nowych grup do taksonu, którego nazwa pochodzi od rodzaju Chara, miało miejsce już wcześniej, w pracy Karla R. Mattoxa i Kennetha D. Stewarta z roku 1984, jednak używano wówczas nazwy Charophyceae. W polskiej literaturze nazwie Charophyta najczęściej odpowiada nazwa ramienice, choć jest ona niejednoznaczna, gdyż może odpowiadać również taksonom niższych rang, aż do rodzaju, nie obejmując z kolei niektórych grup obecnie zaliczanych do Charophyta, np. sprzężnic.
W systemie przyjętym obecnie przez serwis AlgaeBase takson Charophyta dzielony jest w następujący sposób:
- gromada: Charophyta
  - klasa Charophyceae (ramienice właściwe)
    - rząd Charales

  - klasa Coleochaetophyceae
    - rząd Coleochaetales

  - klasa Klebsormidiophyceae
    - rząd Klebsormidiales

  - klasa Mesostigmatophyceae
    - rząd Chaetosphaeridiales
    - rząd Mesostigmatales

  - klasa Zygnematophyceae (sprzężnice)
    - rząd Zygnematales (zrostnicowce)

W wielu systemach ramienice traktowane są jako takson podrzędny wobec zielenic, a równorzędny sprzężnicom i kilku innym grupom szeroko rozumianych zielenic. Jednocześnie często spotykane w fykologii było wyodrębnianie ramienic rozumianych jako ramienice właściwe (pod nazwą Charophyta, Charophyceae lub Charales) jako grupy równorzędnej wszystkim pozostałym zielenicom, np. w ramach dwuelementowego taksonu Chlorophytina lub też w obrębie zielenic wyróżniano trzy grupy: zielenice właściwe, sprzężnice i ramienice. We współczesnym ujęciu tradycyjnie wyróżniane ramienice mają rangę klasy Charophyceae, jednej z podgrup Charophyta, która w tradycyjnym ujęciu była monotypowa, a więc w praktyce była tożsama z rodziną Characeae. Niemniej, ujęcie zrównujące zakres rodziny z zakresem klasy lub gromady wciąż bywa przyjmowane.
Ramienice są taksonem parafiletycznym, z którego wyodrębnione są Embryophyta, czyli tzw. rośliny lądowe. Monofiletycznym taksonem, obejmującym zarówno ramienice, jak i rośliny lądowe jest wówczas grupa Streptophyta. Z kolei według ujęcia Kennetha G. Karola i jego współpracowników, nazwa Charophyta powinna objąć całą grupę Streptophyta.

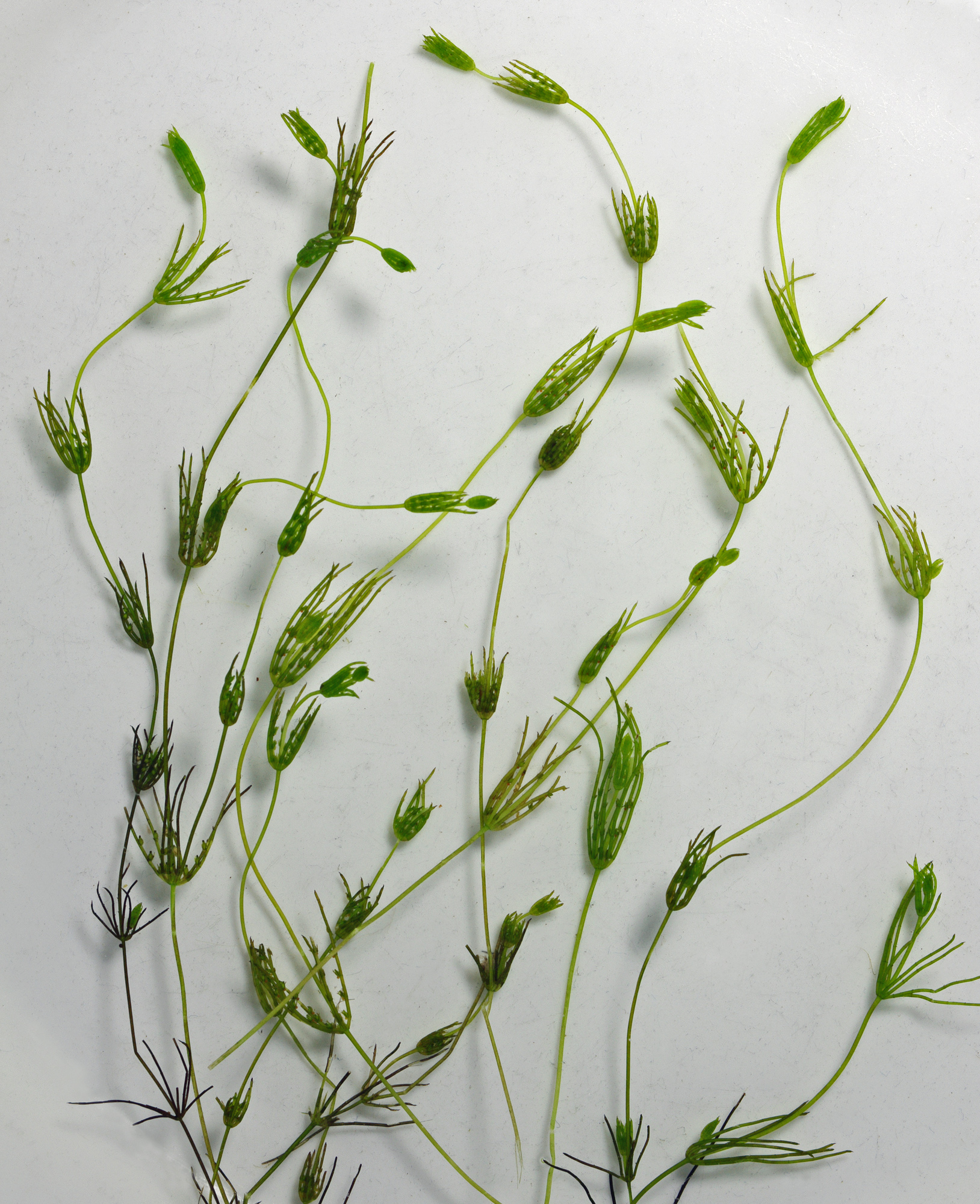
Chara globularis, ramienica właściwa
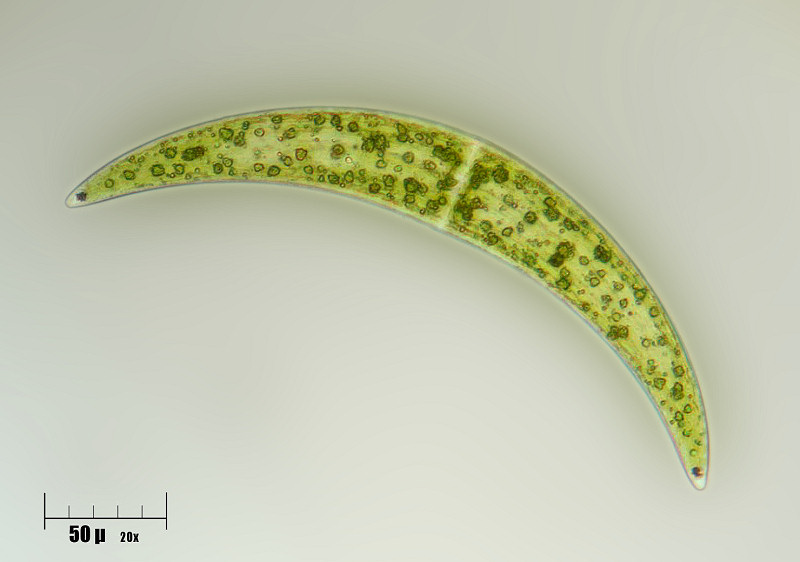
Closterium, sprzężnica jednokomórkowa
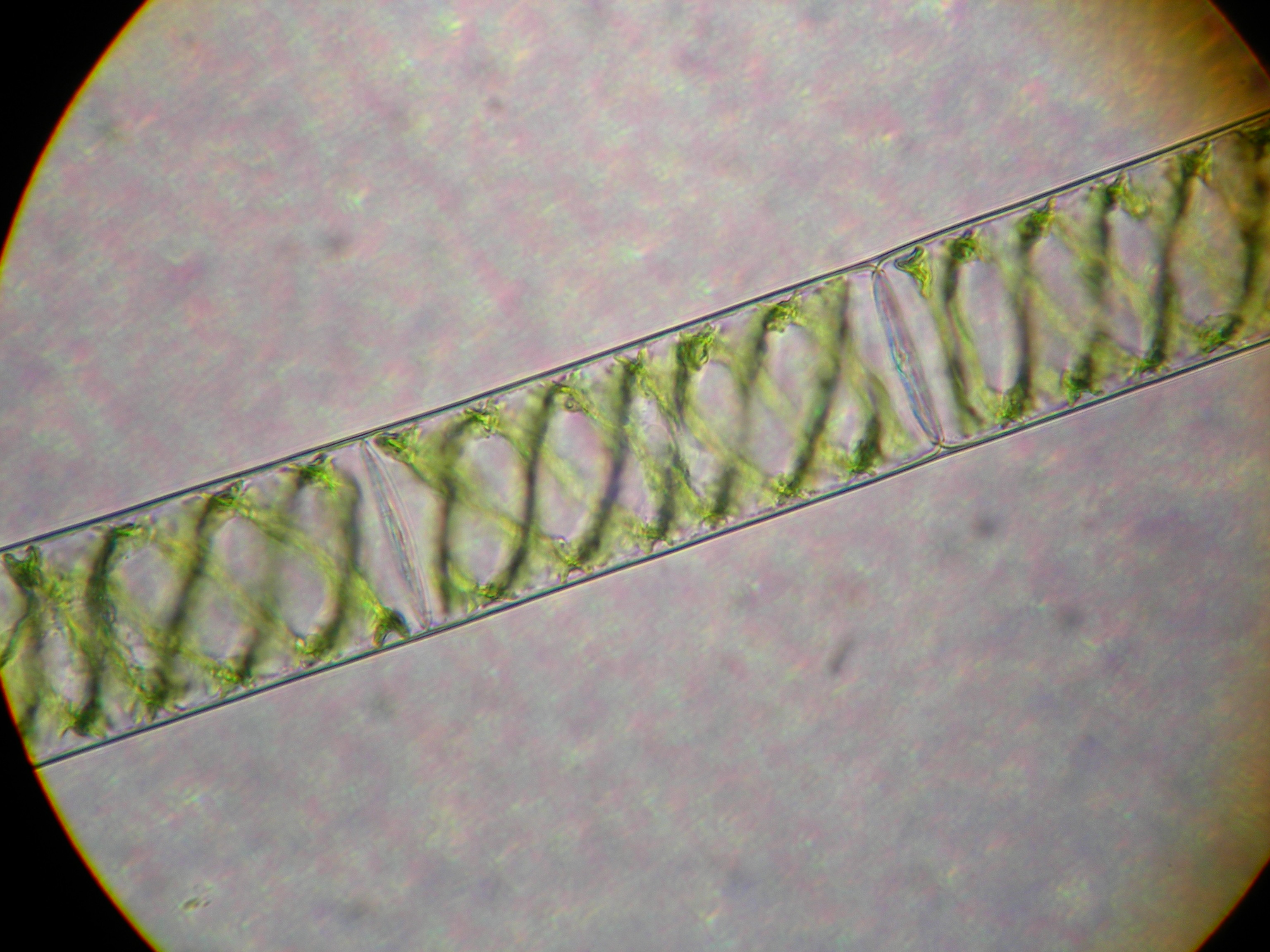
Spirogyra, sprzężnica nitkowata